# Sponsachtigen
De Sponsachtigen (Parazoa) vormen een onderrijk van de dieren zonder gedifferentieerde weefsels. Er wordt minstens één stam (phylum) tot dit onderrijk gerekend: de sponzen (Porifera). Soms worden ook de plakdiertjes (Placozoa) onder de Parazoa gezet. Bij gebrek aan zenuwen en spieren, kunnen de individuele cellen reageren op hun omgeving.
Dieren met gedifferentieerde weefsels worden Eumetazoa of Orgaandieren genoemd.